# Пол-Анри Матийо
Пол-Анри Матийо (на френски: Paul-Henri Mathieu) е френски тенисист.

## Биография
Пол-Анри Матийо е роден на 12 януари  1982 г. в Страсбург, Франция. Баща му Патрик е зъболекар, майка му Ивелин е домакиня. Има сестра на име Од и брат на име Пиер-Ив. Като дете се възхищава на Борис Бекер, брат му Пиер-Ив е треньор по тенис в Страсбург.
На 11 март 2012 г. Пол-Анри Матийо става баща за първи път, приятелката му Китери Камю ражда първото им дете, син на име Габриел. На 10 септември 2016 г. Матийо и Камю се женят в кметството на Бурон-Марлот. Майката на Камю е заместник-кмет на Бурон-Марлот, тя извършва сватбената церемония. Матийо и Китери Камю живеят заедно като двойка близо 13 години преди брака си. Китери Камю е диагностицирана с лимфом на Ходжкин през януари 2013 г., тя се възстановява от него преди брака им. Второто им дете е дъщеря им Инес, родена на 6 март 2017 г.

## Кариера
Пол-Анри Матийо печели четири титли на сингъл от ATP Тур. Най-доброто му представяне на сингъл е в турнира от ATP мастърс на Канада Оупън през 2005 г., където достига до полуфинал. Достигна най-високо в кариерата си класиране на сингъл на ATP като номер 12 в света през април 2008 г.

## Кариерна статистика

### ATP финали (4 титли; 10 финала)
|        | П–З | Година | Турнир                | Клас         | Настилка   | Опонент           | Резултат           |
| ------ | --- | ------ | --------------------- | ------------ | ---------- | ----------------- | ------------------ |
| Победа | 1–0 | 2002   | Купа на Кремъл        | Международни | Килим (з)  | Шенг Схалкен      | 4–6, 6–2, 6–0      |
| Победа | 2–0 | 2002   | Сюд дьо Франс Оупън   | Международни | Килим (з)  | Густаво Куертен   | 4–6, 6–3, 6–1      |
| Загуба | 2–1 | 2003   | Сицилия Оупън         | Международни | Клей       | Николас Масу      | 6–1, 2–6, 6–7(0–7) |
| Победа | 3–1 | 2007   | Гран При Хасан Втори  | Международни | Клей       | Алберт Монтанес   | 6–1, 6–1           |
| Победа | 4–1 | 2007   | Суис Оупън            | Международни | Клей       | Андреас Сепи      | 6–7(1–7), 6–4, 7–5 |
| Загуба | 4–2 | 2007   | Купа на Кремъл        | Международни | Твърда (з) | Николай Давиденко | 5–7, 6–7(9–11)     |
| Загуба | 4–3 | 2008   | Мозел Оупън           | Международни | Твърда (з) | Дмитрий Турсунов  | 6–7(6–8), 6–1, 4–6 |
| Загуба | 4–4 | 2009   | Германия Оупън        | 500 серии    | Клей       | Николай Давиденко | 4–6, 2–6           |
| Загуба | 4–5 | 2015   | Австрия Оупън Кицбюел | 250 серии    | Клей       | Филип Колшрайбер  | 6–2, 2–6, 2–6      |
| Загуба | 4–6 | 2016   | Сюд дьо Франс Оупън   | 250 серии    | Твърда (з) | Ришар Гаске       | 5–7, 4–6           |